# Composite 1
Composite 1 – wspólna nazwa ładunku pięciu amerykańskich satelitów, które miały zostać wyniesione na orbitę zniszczoną w wyniku eksplozji rakietą kosmiczną Thor Able Star w dniu 24 stycznia 1962:
- GRAB 4
- Injun 2
- LOFTI 2
- SECOR 1A
- SURCAL 1

Nieudany start odbył się ze stanowiska LC-17B kosmodromu na przylądku Canaveral o 09:30 GMT. Drugi człon rakiety prawidłowo oddzielił się od członu pierwszego, lecz zanim osiągnął prędkość wystarczającą do wejścia na orbitę eksplodował. Szczątki rakiety i satelitów spadły do oceanu.